# قاي كارلتون
قاي كارلتون (بالإنجليزية: Guy Carlton) هو رباع أمريكي، ولد في 16 يناير 1954 في أمهرست في الولايات المتحدة، وتوفي في 11 مايو 2001 في أروسميث في الولايات المتحدة.

## وصلات خارجية
- قاي كارلتون على موقع أوليمبيديا (الإنجليزية)